# Pseudomaro
Pseudomaro aenigmaticus, és una espècie d'aranya araneomorfa de la subfamília Erigoninae, dins de la família Linyphiidae. És l'únic membre del gènere monotípic Pseudomaro.
Es pot trobar a la zona europea.
Fou descrit per primera vegada per J. Denis l'any 1966,
És sinònim de l'espècie Lepthyphantes sanctibenedicti Brignoli, 1971